# Budova RTV (Sarajevo)
Budova RTV (bosensky Zgrada RTV) se nachází na západním okraji metropole Bosny a Hercegoviny, Sarajevu. Brutalistická stavba byla zbudována pro potřeby RTV Sarajevo (jugoslávská televize a rozhlas, vysílající na území Bosny a Hercegoviny. Monumentální stavba se nachází na třídě Bulevar Meše Selimovića. Mezi místními je stavba známá jako Šedý dům (bosensky Sivi dom).
Komplex vznikal postupně po částech v 70. a 80. letech 20. století. Stavební práce byly načasovány tak, aby bylo možné sídlo nové televize dokončit do zahájení olympijských her v roce 1984. Stavba z pera architektů Milana Kušana a Branka Buliće byla umístěna v lokalitě, kde měla vyrůst nová zástavba propojující centrum Sarajeva s nedalekými lázni Ilidža.
Během války v Bosně a Hercegovině se stala budova cílem Vojsk Republiky srbské. Často byla ostřelována. Dne 28. června 1995, v závěrečné části války, byl na budovu svržena bomba.
Objekt byl rozdělen do tří částí, správní budovy, energeticko-servisní budovy a programové části, která sloužila pro samotné televizní vysílání. Nachází se zde také koncertní sál, který však nebyl nikdy rozsáhleji využíván. V současné době je v provozu pět studií, vysílá zde televize Federace Bosny a Hercegoviny a Televize Sarajevo.